# Etheostoma hopkinsi
Etheostoma hopkinsi är en fiskart som först beskrevs av Henry Weed Fowler, 1945.  Etheostoma hopkinsi ingår i släktet Etheostoma och familjen abborrfiskar. Inga underarter finns listade i Catalogue of Life.